# Muerte por mil cortes

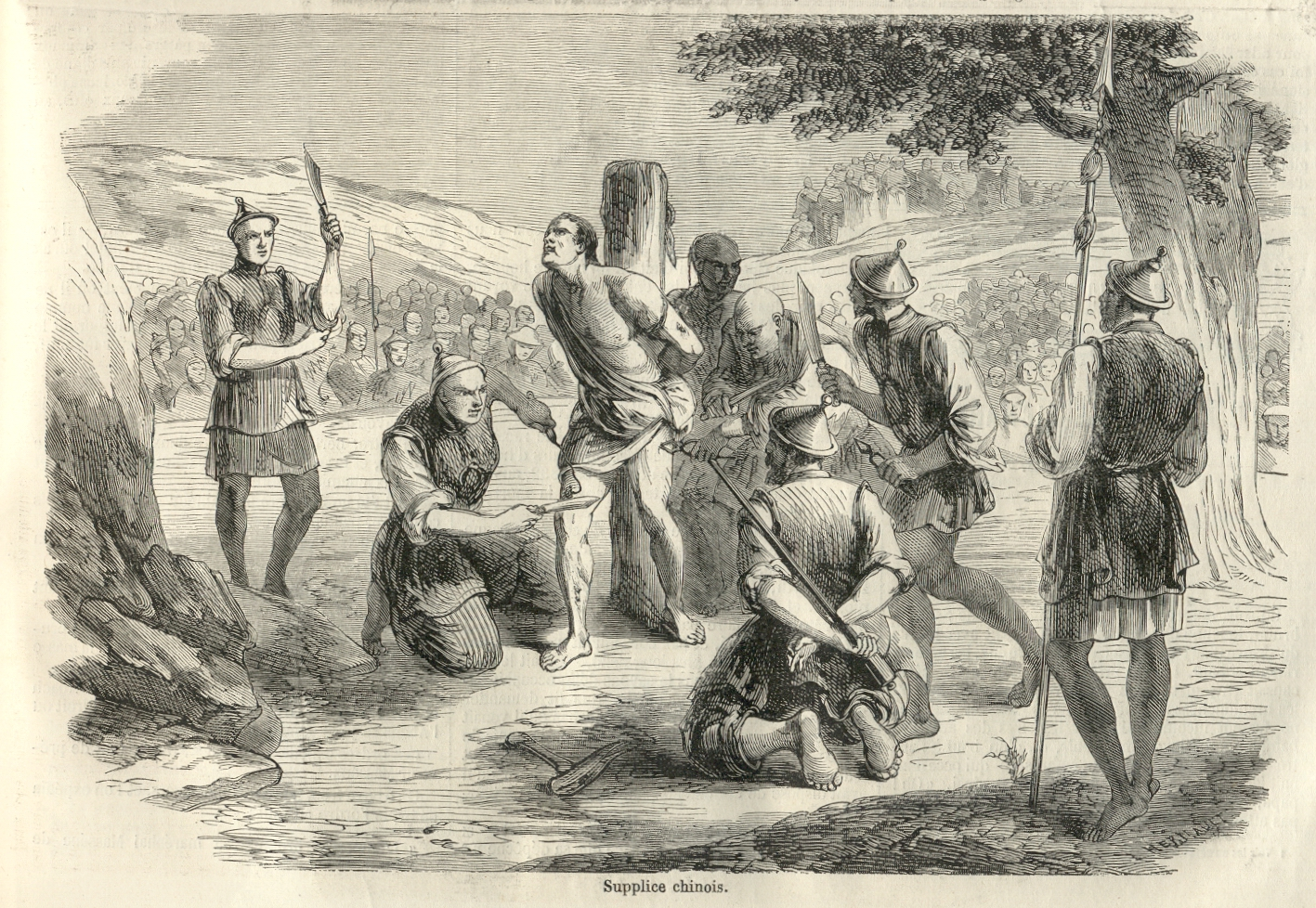
Ilustración de la tortura y ejecución de un misionero francés en China por el método muerte por mil cortes, en la revista francesa Le Monde Illustré del 27 de febrero de 1858.

La muerte por mil cortes, también llamada muerte de los mil y un cortes o muerte de los cien pedazos (en chino, Ling Chi o Leng T’ché) fue una forma de suplicio chino utilizado hasta principios del siglo XX para ejecutar penas de muerte.
La práctica consistía en desnudar al reo y atarlo a un poste, infligiéndole una multitud de cortes que podía variar entre varios cientos o incluso tres mil. Estos cortes eran superficiales, de modo que causaran dolor pero no una hemorragia que pudiese provocar la muerte antes de lo deseado. Finalmente se descuartizaba al reo, el cual, si era favorecido por la compasión o el soborno, era a veces previamente drogado con opio y atado a un poste. Los pedazos del cuerpo eran depositados ante el reo, que era mantenido con vida hasta terminar con una decapitación o la extracción de un órgano vital.
Se aplicaba a siervos que hubieran matado a su amo, o en delitos de lesa majestad.
Se conservan testimonios gráficos de varios casos de esta práctica, en concreto, la ejecución de un sujeto llamado Fu-zhu-li, fechada en Pekín el 10 de abril de 1905, publicada en 1912 en forma de tarjetas postales. No deben ser confundidas con la serie fotográfica de la ejecución del llamado pseudo Fu-zhu-li, que se hizo famosa por su publicación en el libro de Georges Bataille titulado Las lágrimas de Eros.
La serie fotográfica, así como el método mismo de ejecución, es mencionada en la película Mártires, en el capítulo 14 de la novela Rayuela (del escritor argentino Julio Cortázar) y en la novela Farabeuf (de Salvador Elizondo). También en algunos otros libros como El lector de Cadáveres de Antonio Garrido, libro dedicado plenamente a la cultura  china.
Uno de los casos documentados en los que se aplicó esta tortura fue al misionero católico español Fray León de San José, que fue capturado por los piratas moros tirones en la isla de Mindoro, en Filipinas, el 23 de octubre de 1739 y enviado a trabajos forzados en la diminuta isla de Lío. Por su empeño en fortalecer a sus compañeros de cautiverio en la fe, y sobre todo por intentar convertir incluso a sus captores, los piratas le torturaron y asesinaron de este modo:

Después de tenerlo mucho tiempo desnudo en un monte ocupado en la dura faena de descascarillar  palay (arroz con cáscara) le quitaron la vida en medio de los más atroces tormentos. Amarrándolo a un harigne (poste de madera) y juntándose muchos moros con sus armas, le iba cada uno hiriendo  poco a poco para que su muerte fuese más sentida y penosa, hasta que, habiendo pasado todos hiriéndole en diversas partes de su cuerpo, le cortaron brazos, piernas, narices y orejas, arrojando al mar su cuerpo. Estas noticias, comunicadas por algunos jolanos, se tuvieron además por varios indios que habían logrado escapar del cautiverio, los cuales, aunque no conforme en algunos detalles, coincidían en lo sustancial, y todos a una contaban el valor y fortaleza del religioso en  predicar la fe de Jesucristo hasta el momento de entregar su espíritu.

El historiador Angel Castaño, comentando sobre la muerte de Fray León, hace además las siguientes observaciones:

Como máxima pena capital estuvo en vigor en China, aunque pocas veces usada, hasta 1905. Se conservan algunas fotografías en donde se ve a varias personas que han sido ejecutadas así, o que están en proceso de ejecución. Las imágenes son tan sumamente horrorosas que no hemos querido insertarlas en este estudio, pero los cortes y mutilaciones coinciden con las narraciones de la muerte de Fray León. Los detalles de esta ejecución van más allá de la breve descripción esquemática que nos dan las crónicas sobre nuestro mártir y vemos que la versión más espeluznante se queda corta, pues omiten por decoro y horror que también se cortaban los genitales, que habitualmente también se sacaban los ojos, y finalmente se iba rebanando la piel hasta dejar a la vista el hueso en la zona de los pechos y algunas otras, incluidos detalles que es preferible no mencionar. Las mutilaciones a veces se realizaban post mortem y otras veces aún en vida. Para aliviar el sufrimiento del reo a menudo le daban opio, o un familiar pagaba al verdugo para que le provocara la muerte con mayor rapidez, pero en el caso de Fray José, donde los verdugos eran sus propios enemigos y no había nadie en condiciones de interceder por él, debemos suponer que nadie ni nada pudo ahorrarle los terribles sufrimientos de esta inhumana ejecución.